# Classe Maharaja Lela

Les frégates de classe Maharaja Lela, sont une classe de six  frégates furtives en cours de construction pour la Marine royale malaisienne . Les navires sont basés sur une version agrandie des corvettes de classe Gowind, conçue par DCNS de France. Le contrat a été finalisé et il a été décidé que les six navires seront construits par le constructeur naval malaisien Boustead Heavy Industries (en) pour la marine royale malaisienne à un prix plafond de 9 milliards de RM (2,8 milliards de dollars américains) à partir de 2015 .

## Historique
Début 2011, la Malaisie a annoncé son programme SGPV et six constructeurs navals étrangers ont annoncé leur intérêt pour le projet, notamment ThyssenKrupp Marine Systems avec la classe Meko 200 et Damen Schelde Naval Shipbuilding avec la classe Sigma comme ainsi que la corvette de classe Gowind de Naval Group (France) qui a finalement été sélectionnée.
Fin 2011, il a été annoncé que la classe Gowind avait été choisie et que le programme SGPV avait été attribué à la Boustead Naval Shipyard. Le contrat de 9 milliards de RM (2,8 milliards de dollars) comprenait des droits de propriété intellectuelle et un transfert de technologie. La taille des navires a également changé en fonction de l'augmentation du prix plafond, passant de 2.700 tonnes à 3.100 tonnes. Les six navires seront construits en Malaisie à Lumut, et les composants électroniques seront assemblés à Cyberjaya, au sud de Kuala Lumpur.
En 2014, le chantier naval a confirmé que le programme progressait plutôt bien, certaines pièces étant déjà en révision critique de conception, le premier navire devait être terminé d'ici 2019. Le chantier malaisien était chargé de la conception des spécifications malaisiennes du navire de classe Gowind avec l'aide de DCNS.
Le 5 octobre 2014, l'amiral Aziz, chef de la marine royale malaisienne, a déclaré que la construction du premier des six navires avait commencé dans les installations du chantier naval BNS à Lumut, et réitérant une date de livraison 2019 pour le premier navire et les cinq autres navires livrés à intervalles de six mois par la suite. Il a également déclaré que le calendrier de planification actuel prévoyait des essais en mer du premier navire en 2018 et une entrée en service en 2019.

## Unités
| Nom               | N° de série | Quille           | Lancement    | Statut |
| ----------------- | ----------- | ---------------- | ------------ | ------ |
| KD Maharaja Lela  | 2501        | 8 mars 2016      | 24 août 2017 |        |
| KD Syarif Masahor | 2502        | 28 février 2017  |              |        |
| KD Raja Mahadir   | 2503        | 18 décembre 2017 |              |        |
| KD Mat Salleh     | 2504        | 31 octobre 2018  |              |        |
| KD Tok Janggut    | 2505        |                  |              |        |
| KD Mat Kilau      | 2506        |                  |              |        |

## Galerie

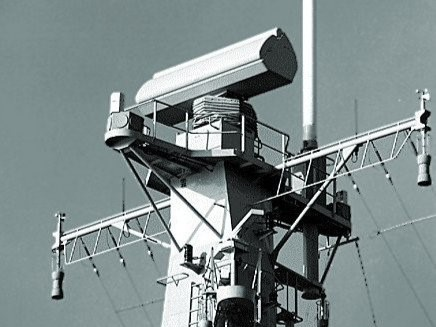
Radar SMARST-S
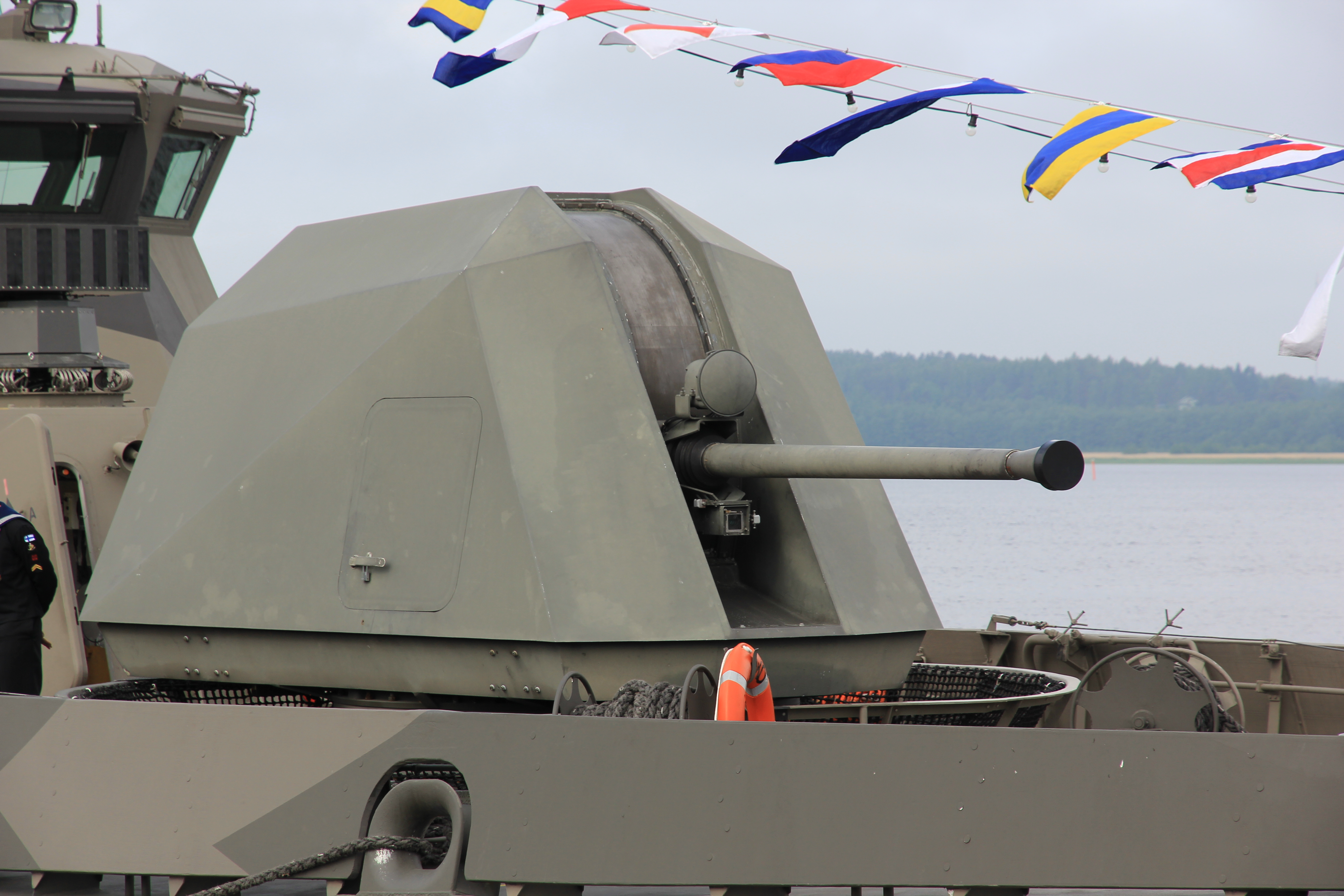
Canon Bofors 57 mm
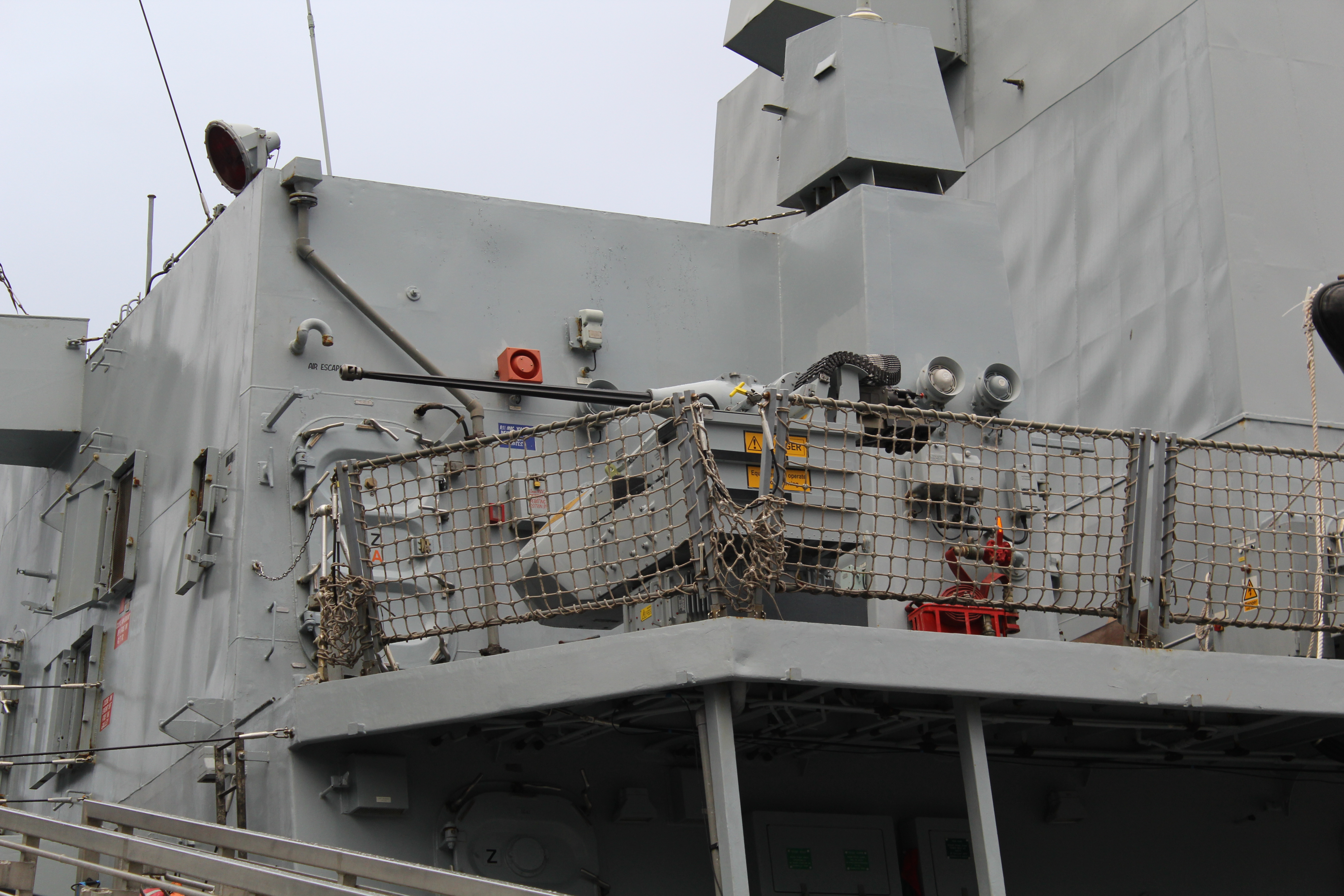
Canon DS30M Mk2 de 30 mm
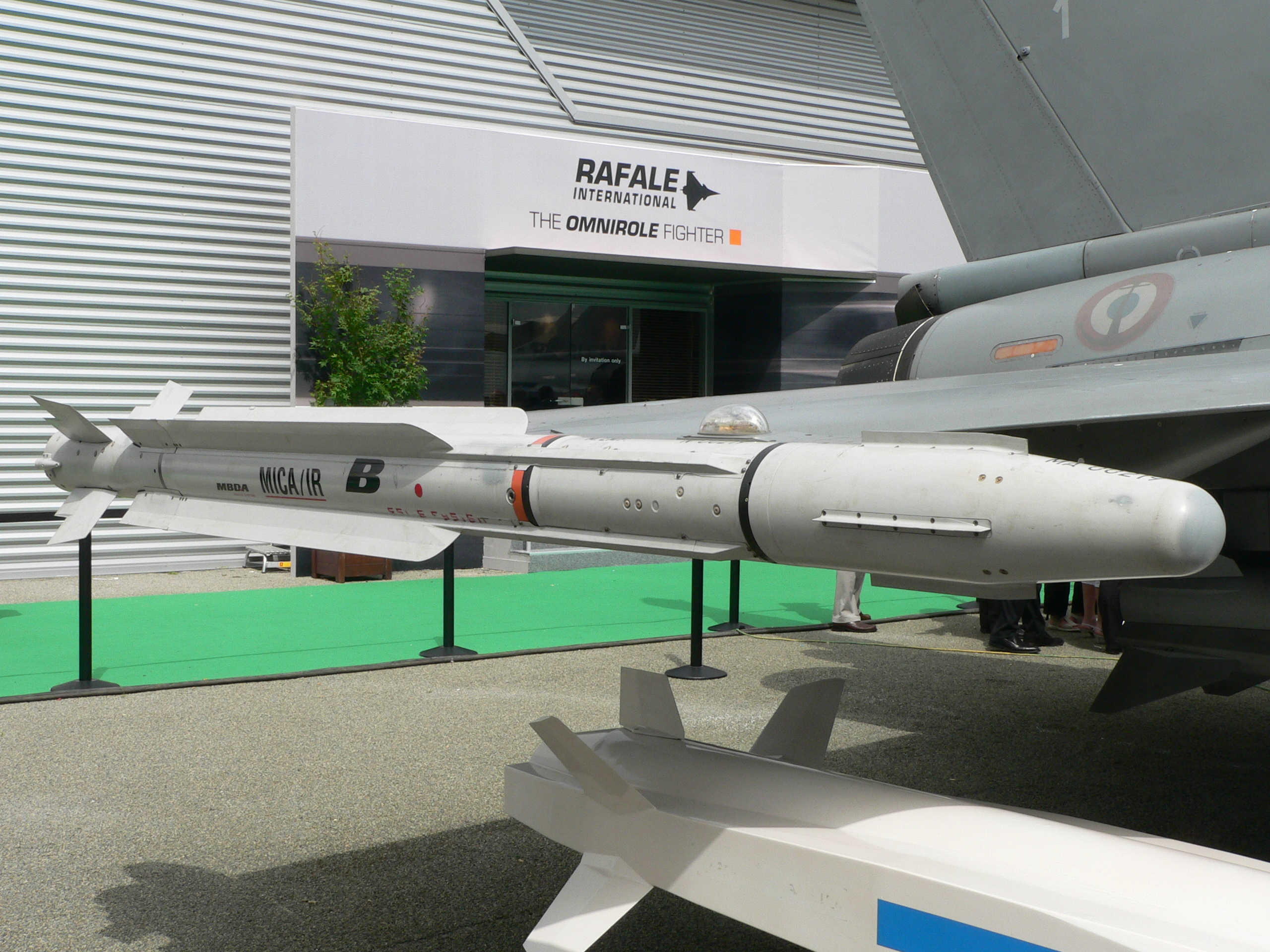
Missile MICA
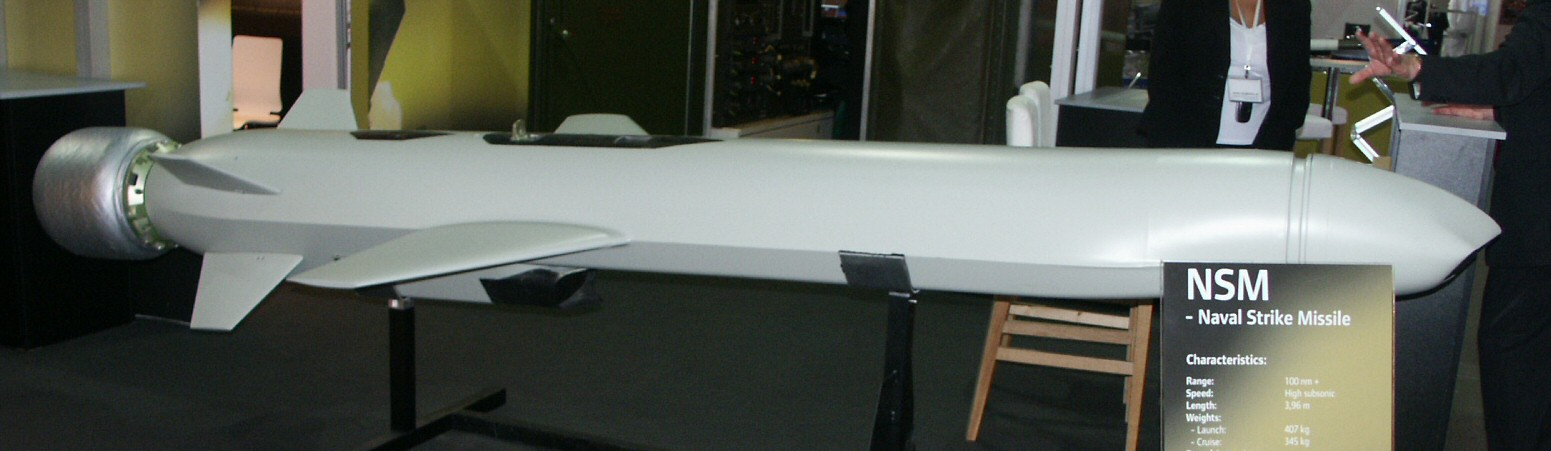
Naval Strike Missile